# Mateusz Grabis
Mateusz Grabis (né le 24 août 1994 à Będzin) est un coureur cycliste polonais, membre de l'équipe Voster ATS.

## Palmarès et résultats

### Palmarès par année
- 2012
  - 2e du championnat de Pologne de cyclo-cross juniors
- 2015
  - 2e du championnat de Pologne sur route espoirs
- 2018
  - Mémorial Henryk Łasak
  - 3e de la Coupe des Carpates
  - 3e du Tour de Roumanie
- 2019
  - 2e de la Korona Kocich Gór
- 2021
  - 2e du Mémorial Henryk Łasak
- 2022
  - Mémorial Stanisława Szozdy
- 2023
  - 3e étape du Tour de Bulgarie
  - Mémorial Stanisława Szozdy
  - 2e du Visegrad 4 Bicycle Race-GP Slovakia

### Classements mondiaux
| Année                                 | 2016  | 2017  | 2018 | 2019  | 2020 | 2021  | 2022  | 2023  |
| ------------------------------------- | ----- | ----- | ---- | ----- | ---- | ----- | ----- | ----- |
| Classement mondial                    | 1389e | 2551e | 833e | 1369e | nc   | 1151e | 1530e | 2374e |
| UCI Europe Tour                       | 936e  | 1721e | 496e | 937e  | nc   | 852e  | 1025e | nc    |
|                                       |       |       |      |       |      |       |       |       |
| Légende : nc = non classéSource : UCI |       |       |      |       |      |       |       |       |